# Hadji Mohammad Ajul
Hadji Mohammad Ajul ist eine philippinische Stadtgemeinde in der Provinz Basilan. Sie wurde durch den Muslim Mindanao Act Nr. 192, der am 22. Mai 2006 in einer Volksabstimmung ratifiziert wurde, gebildet. Die Stadtgemeinde besteht aus elf Baranggays, die zuvor zu Tuburan gehörten.

## Baranggays
Hadji Mohammad Ajul ist politisch unterteilt in elf Baranggays.
- Basakan
- Buton
- Candiis
- Langil
- Langong
- Languyan
- Pintasan
- Seronggon
- Sibago
- Sulutan Matangal
- Tuburan Proper (Pob.)